# Megaulacobothrus multipegus
Megaulacobothrus multipegus är en insektsart som först beskrevs av Wei, K. och X.-c. Yin 1986.  Megaulacobothrus multipegus ingår i släktet Megaulacobothrus och familjen gräshoppor. Inga underarter finns listade i Catalogue of Life.